# Selačka (Zaječar)
Pour les articles homonymes, voir Selačka.
Selačka (en serbe cyrillique : Селачка) est un village de Serbie situé sur le territoire de la ville de Zaječar, district de Zaječar. Au recensement de 2011, il comptait 202 habitants.

## Démographie

### Évolution historique de la population
| 1948 | 1953 | 1961 | 1971 | 1981 | 1991 | 2002 | 2011 |
| ---- | ---- | ---- | ---- | ---- | ---- | ---- | ---- |
| 997  | 947  | 891  | 730  | 613  | 396  | 275  | 202  |

|  |